# Humularia ledermannii
Espèce
Synonymes
- Geissaspis ledermannii De Wild.[1] [2]
- Humularia ledermannii (De Wild.) P.A.Duvign. (De Wild.) P.A.Duvign. (préféré par UICN)[2]

Statut de conservation UICN

 DD  : Données insuffisantes
Humularia ledermannii (De Wild.) Duvign. est une espèce de plantes à fleurs de la famille des Fabaceae et du genre Humularia, endémique du Cameroun.

## Étymologie
Son épithète spécifique rend hommage au botaniste suisse Carl Ludwig Ledermann, collecteur de plantes au Cameroun au début du XXe siècle.

## Distribution
L'espèce n'est connue qu'à travers deux spécimens, l'un collecté par Carl Ledermann en 1909, l'autre par Henri Jacques-Félix en 1939, dans le massif de l'Adamaoua, à une altitude comprise entre 1 200 et 1 550 m.

## Description
C'est une sorte d'arbuste poussant dans la savane.